# Quýt bưởi
Mandelo (quýt bưởi) (hay Mandalo, còn được gọi là "bưởi cocktail")  là một loại quả có múi nhỏ hơn quả bưởi, có vỏ màu vàng hoặc xanh vàng và thịt màu vàng sáng hoặc màu vàng cam, nhưng ngọt hơn quả bưởi.